# 2008年热带风暴亚瑟
热带风暴亚瑟（英語：Tropical Storm Arthur）是1981年后第一个在5月形成的北大西洋热带气旋，也是2008年大西洋飓风季的首场风暴。系统于2008年5月30日成形，其源头不但包括两股东风波，还有东太平洋热带风暴阿尔玛进入西加勒比海的残留，3个天气系统相互作用，发展出的新系统很快就于5月31日升级成热带风暴并获名“亚瑟”，与此同时还开始掠过伯利兹海岸。两天后，气旋在墨西哥尤卡坦半岛上空消散。
亚瑟及其残留引发严重洪灾，导致9人丧生，伯利兹有10万余人受到影响。风暴造成轻到中度破坏，损失数额估计为7800万美元（2008年美元）。

## 气象历史
受两股东风波和东太平洋的热带风暴阿尔玛共同影响，2008年5月29日时，西加勒比海的热带天气活跃程度已经很高。系统产生大范围的地表低气压系统，同时还有对流爆发。次日，阿尔玛登陆尼加拉瓜，把深层热带水分带入该地区。受加勒比地区上空的高气压系统影响，热带风暴的上层外流向外界扩散。洪都拉斯内陆至开曼群岛以南近海发展出地表低压槽，令强烈对流进一步增多。
5月31日，阿尔玛的残留飘移至伯利兹海岸沿线，气压约为1004毫巴（百帕。受洪都拉斯湾上空的大范围上层高压脊影响，系统所在的大范围区域内一直有大量热带湿气存在。卫星图像及美国国家海洋和大气管理局的浮标测得持续存在的热带风暴强度大风，美国国家飓风中心因此将位于伯利兹市西北偏北方向约72公里洋面的系统归类为热带风暴并以“亚瑟”（Arthur）命名。之后经过重新分析，气象机构认定亚瑟成为热带风暴的时间还要早至少12小时，约是5月30日下午，然后在5月31日清晨以风力时速75公里强度从伯利兹东北部登陆。进入陆地上空后，气旋强度保持在热带风暴的最低标准，并且总体集中在东面和东北方向的开放水域上空。在陆地上空行进数小时后，风暴结构仍然完整，其大规模下层中心伴随有对流带，并逐渐发展出新的对流区。美国国家飓风中心起初预计亚瑟会因北面的高压脊影响而总体保持西进趋势，然后在坎佩切湾内再度增强。
亚瑟关联的雷暴活动变得与环流中心分离，中心的结构也变得混乱，到6月1日清晨时已难以辨认。接下来近24小时里，位于陆地上空的气旋仍维持热带风暴强度标准，然后再降级成热带低气压。系统在陆地上空向西南方向飘移并继续减弱，美国国家飓风中心于6月1日晚发布针对气旋的最后一份公告。到6月4日时，亚瑟的残留已在墨西哥东南部上空逐渐消散，没有再出现任何发展。两天后，系统关联对流穿越坎佩切湾进入韦拉克鲁斯州，雷暴出现短暂增长，但很快就完全消散。

## 影响和纪录

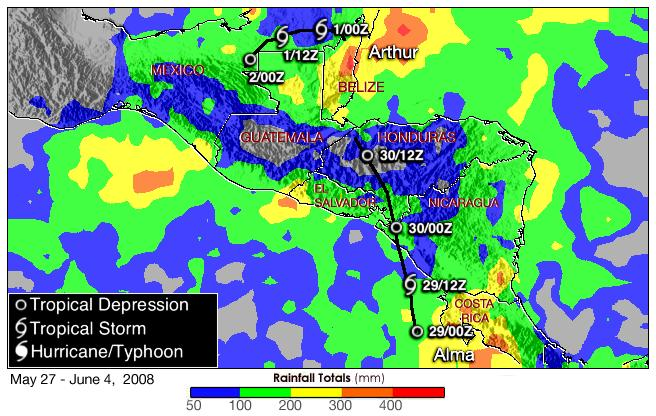
热带风暴阿尔玛和亚瑟的降水分布

面对风暴威胁，墨西哥金塔纳罗奥州的多个港口关闭，有关部门建议沿海地区的居民和游客采取预防措施，科苏梅尔岛、穆赫雷斯岛和切图马尔的港口也予关闭。部分港口禁止小型船只离港，不过当局认为暂无必要疏散人员。气旋成为热带风暴后，伯利兹沿海地区及卡多切角以南的墨西哥沿海地区接获热带风暴警告，直到亚瑟降级成热带低气压后再中止。
亚瑟在穿越伯利兹期间产生暴雨，估计降雨量高达380毫米。风暴在向南远至伯利兹市的广大地区产生降水，还在安伯格里斯岛产生强烈海浪。气旋产生的狂风导致墨西哥湾波涛汹涌，墨西哥的三座主要石油出口港口中有两座关闭。亚瑟的残留同热带风暴阿尔玛不久前产生的暴雨共同影响，在伯利兹南部和北部引起山洪爆发，多条河流泛滥。洪灾令一座桥梁和一条公路受损，另有多座桥梁被水淹没。科罗萨尔区和橘园区开设避难所，并将一个村庄的居民撤离。为安全起见，乡村区域的供电被人为切断。洪水导致数十人被困在屋顶，还将一条重要高速公路的修复路段再度冲毁，导致修复工作中止。恶劣的天气还对番木瓜种植园、稻米作物和海虾养殖构成影响。
总体而计，约有10万人受到洪灾影响，报道表明共有9人在灾难中丧生，其中5人是亚瑟直接引起。共有714套房屋受损，伯利兹所受损失估计价值达7800万美元（2008年美元）。亚瑟之后进入墨西哥上空并继续产生暴雨，恰帕斯州皮希希亚潘（Pijijiapan）的24小时降雨量达212毫米，但没有任何报道表明该国因此遭受破坏或人员伤亡。
亚瑟是1981年的热带风暴阿琳之后第一个5月形成的大西洋热带风暴，下一次出现这种情况则是2012年5月的热带风暴阿尔贝托。